# Albert Lilar
Le baron Albert Lilar, né le 21 décembre 1900 à Anvers où il meurt le 16 mars 1976, est un homme politique belge du parti libéral et ministre de la Justice à plusieurs reprises.
Il est le père de la femme de lettres franco-belge Françoise Mallet-Joris.

## Biographie
Albert Jean Julien François Lilar est le fils d'Albert Lilar et de Juliana Pelzer. Il est l'époux de Suzanne Verbist (plus connue sous son pseudonyme d'écrivain, Suzanne Lilar). Il est le père de l’écrivain Françoise Mallet-Joris (1930-2016) et de l’historienne d’art spécialiste du XVIIIe siècle, Marie Fredericq-Lilar (née en 1934). 
Il était docteur en droit et avocat renommé de droit maritime et droit international privé à Anvers, et président du Comité maritime international. Il fut aussi professeur de droit à l’Université libre de Bruxelles et la Vrije Universiteit Brussel.  
Il était un sénateur libéral de l’arrondissement d’Anvers (1946-1971), quatre fois ministre de la Justice (1946-1947, 1949-1950, 1954-1958 en 1960-1961) et ministre d'État à partir de 1969.  Sous le gouvernement Gaston Eyskens (1958-1960) Lilar est chargé de la vice-présidence du Conseil de Cabinet. En tant que vice-Premier ministre belge, Albert Lilar fut élu président de la Table ronde en 1960 et participa aux discussions menant à l'indépendance du Congo belge. Grand humaniste, il fut un fervent défenseur des droits de l’homme.
Le prix Albert-Lilar du Comité maritime international est attribué pour un travail principal sur la loi maritime publié en n'importe quelle langue dans le monde pendant les cinq années précédentes.
Le roi Baudouin lui a octroyé concession de noblesse et le titre personnel de baron. Toutefois la levée des lettres patentes n'a pu avoir lieu qu'après son décès, en 1977, et ont donc été délivrées à titre posthume. Par la même occasion, le roi Baudouin a concédé le titre personnel de baronne à son épouse Suzanne Verbist.